# Templeton Township (Contea di Atchison, Missouri)
Templeton Township è una delle 11 township nella Contea di Atchison dello Stato del Missouri, Stati Uniti d'America.

## Geografia fisica
Templeton Township si estende su una superficie di 65,64 km².